# قایه‌دیبی
قایه‌دیبی (به لاتین: Qayadibi) یک منطقه مسکونی در جمهوری آذربایجان است که در شهرستان تووز واقع شده است. قایه‌دیبی ۲۲۱ نفر جمعیت دارد.